# 泰坦尼克号II
泰坦尼克二号是为纪念泰坦尼克号沉没一百周年（1912年—2012年），由澳大利亚矿业富翁克莱夫·帕尔默（Clive Palmer）与中国南京的长航重工金陵船厂准备合作建造的一艘豪华邮轮。轮船将以1:1的比例复原原泰坦尼克号的样貌和設施，但將會採用現代化的導航和安全裝置，並以柴油作為動力，船身將會以焊接方式裝配而非舊時的鉚釘接合，船頭改為圓形以降低油耗。船长269.06米，宽28.19米，航线按照原船航线，英国南安普敦至美国纽约。原预定2016年首航，惟首航日期一再延後，目前计划在2022年首航。
2012年4月20日，蓝星国际航运公司与长航重工金陵船厂签订合约。2013年2月16日，金陵船厂成立课题研究班，准备造船。泰坦尼克号II會為乘客度身訂造歐陸式古典禮服。泰坦尼克号II配備安全甲板、海上撤離系統、足夠救生艇之外，還有配備直升機平台和醫院，第一和第二條煙囪為假煙囪，設有瞭望台，船頭設置照相機，讓乘客能夠模仿電影中「The King of the World」的情節。

## 計劃告吹
2016年4月，蓝星国际航运公司公佈，因負責興建长航重工金陵船厂因沒有興建超過800呎長的郵輪，加上藍星國際航運公司難以集資，宣佈取消鐵達尼二號興建計劃。

## 計劃重啟
2018年10月，帕爾默表示首航時間敲定在2022年：「新船將承襲原本的航線，從南安普敦橫跨大西洋航向紐約，之後也會環遊世界為旅客服務」。